# Walter Lantz
Pour les articles homonymes, voir Lantz (homonymie).
Walter Lantz, né le 27 avril 1899 à Nouvelle-Rochelle dans l'État de New York, mort le 22 mars 1994 à Burbank (Californie), est un cartooniste américain.

## Biographie
Walter Lantz est né dans une famille d'immigrants italiens.
Adolescent, il débute dans le groupe de presse de William Randolph Hearst dans son studio de création de comics. Il travaille par la suite aux Bray Studios, puis rejoint Hollywood où il collabore quelque temps avec Mack Sennett. Il est esuite employé par Walt Disney et Universal Studios avant de créer son propre studio de dessins animés. Parmi ses collaborateurs chez Universal, il assure la formation à l'animation de Tex Avery.
C'est avec Woody Woodpecker, apparu comme un personnage secondaire dans la série Andy Panda (autre héros de Lantz), que le succès éclate. Le cocréateur du personnage était Ben Hardaway (celui-ci venait de créer Daffy Duck à la Warner Bros. Pictures et a également esquissé le premier Bugs Bunny). Le cri de Woody était initialement poussé par Mel Blanc, puis après son départ pour Warner Bros par Grace Stafford-Lantz, la seconde épouse de Walter, qui avait auditionné et obtenu anonymement ce rôle.
En 1954, Walter Lantz retrouve Tex Avery (qui vient de quitter MGM) pour 4 dessins animés qui révèlent Chilly Willy.
Il crée et produit de 1941 à 1972 un total de 195 cartoons de Woody Woodpecker.
De nombreuses fois nommé aux Oscars (1934, 1942, 1944, 1945, 1946, 1947, 1955 et 1956) dans la catégorie court métrage d'animation, il ne remporta jamais le trophée pour l'un de ses cartoons. Mais il devint en 1979 le premier créateur de courts métrages d'animation à obtenir un Oscar d'honneur pour l'ensemble de son œuvre, « pour avoir apporté la joie et le rire dans le monde entier au travers de ses films d'animation uniques » (« for bringing joy and laughter to every part of the world through his unique animated motion pictures »).
Walter Lantz meurt à l’âge de 94 ans d'un infarctus le 22 mars 1994 à Los Angeles.

## Filmographie partielle

### Comme réalisateur
- 1930 : La Féerie du jazz (King of Jazz) (séquences animées) (co-réalisé avec John Murray Anderson)
- 1941 : Scrub Me Mama with a Boogie Beat
- 1941 : Woody Woodpecker
- 1941 : Pantry Panic
- 1948 : Deux Nigauds contre Frankenstein (Abbott and Costello Meet Frankenstein) (séquences animées) (co-réalisé avec Charles Barton)
- 1948 : L'Extravagante Mlle Dee (You Gotta Stay Happy) (séquences animées) (co-réalisé avec H. C. Potter)

### Comme producteur
- 1941 : Scrub Me Mama with a Boogie Beat
- 1941 : Woody Woodpecker
- 1941 : Pantry Panic
- 1944 : Le Barbier de Séville (en) (The Barber of Seville) de Shamus Culhane
- 1955 : The Legend of Rockabye Point (en) de Tex Avery